# 278년

## 연호
- 서진(西晉) 함녕(咸寧) 4년
- 오(吳) 천기(天紀) 2년

## 기년
- 서진(西晉) 무제(武帝) 14년
- 오(吳) 말제(末帝) 15년
- 신라(新羅) 미추 이사금(味鄒泥師今) 17년
- 고구려(高句麗) 서천왕(西川王) 9년
- 백제(百濟) 고이왕(古爾王) 45년

## 사건
- 음력 4월, 신라, 폭풍이 나무를 뽑았다.
- 음력 10월, 백제 병사가 와서 신라의 귀곡성(槐谷城)을 포위하니, 파진찬 정원(正源)에게 명하여 군사를 거느리고 이를 막았다.

## 참고 문헌
- 김부식 (1145). 〈권02 미추 이사금 條〉. 《삼국사기》.